# Warren City
Warren City è un centro abitato degli Stati Uniti d'America situato nella contea di Gregg e nella contea di Upshur dello Stato del Texas.
La popolazione era di 298 persone al censimento del 2010.

## Geografia fisica
Warren City è situata a 32°33′13″N 94°54′09″W (32.553516, -94.902389), soprattutto nella contea di Gregg.
Secondo lo United States Census Bureau, ha un'area totale di 1,8 miglia quadrate (4.6 km²).

## Società

### Evoluzione demografica
Secondo il censimento del 2000, c'erano 343 persone, 119 nuclei familiari e 98 famiglie residenti nella città. La densità di popolazione era di 194,0 persone per miglio quadrato (74,8/km²). C'erano 124 unità abitative a una densità media di 70,1 per miglio quadrato (27,0/km²). La composizione etnica della città era formata dall'89,50% di bianchi, il 7,87% di afroamericani, e il 2,62% di due o più etnie. Ispanici o latinos di qualunque razza erano il 3,21% della popolazione.
C'erano 119 nuclei familiari di cui il 37,8% aveva figli di età inferiore ai 18 anni, il 67,2% erano coppie sposate conviventi, il 10,9% aveva un capofamiglia femmina senza marito, e il 17,6% erano non-famiglie. Il 14,3% di tutti i nuclei familiari erano individuali e il 10,1% aveva componenti con un'età di 65 anni o più che vivevano da soli. Il numero di componenti medio di un nucleo familiare era di 2,88 e quello di una famiglia era di 3,20.
La popolazione era composta dal 29,4% di persone sotto i 18 anni, il 7,0% di persone dai 18 ai 24 anni, il 25,9% di persone dai 25 ai 44 anni, il 26,5% di persone dai 45 ai 64 anni, e l'11,1% di persone di 65 anni o più. L'età media era di 35 anni. Per ogni 100 femmine c'erano 86,4 maschi. Per ogni 100 femmine dai 18 anni in giù, c'erano 90,6 maschi.
Il reddito medio di un nucleo familiare era di 34.028 dollari, e quello di una famiglia era di 37.500 dollari. I maschi avevano un reddito medio di 22.639 dollari contro i 24.750 dollari delle femmine. Il reddito pro capite era di 13.066 dollari. Circa il 10,9% delle famiglie e il 14,0% della popolazione erano sotto la soglia di povertà, incluso il 16,3% di persone sotto i 18 anni e l'8,9% di persone di 65 anni o più.